# Concurs de Música de Cambra Montserrat Alavedra

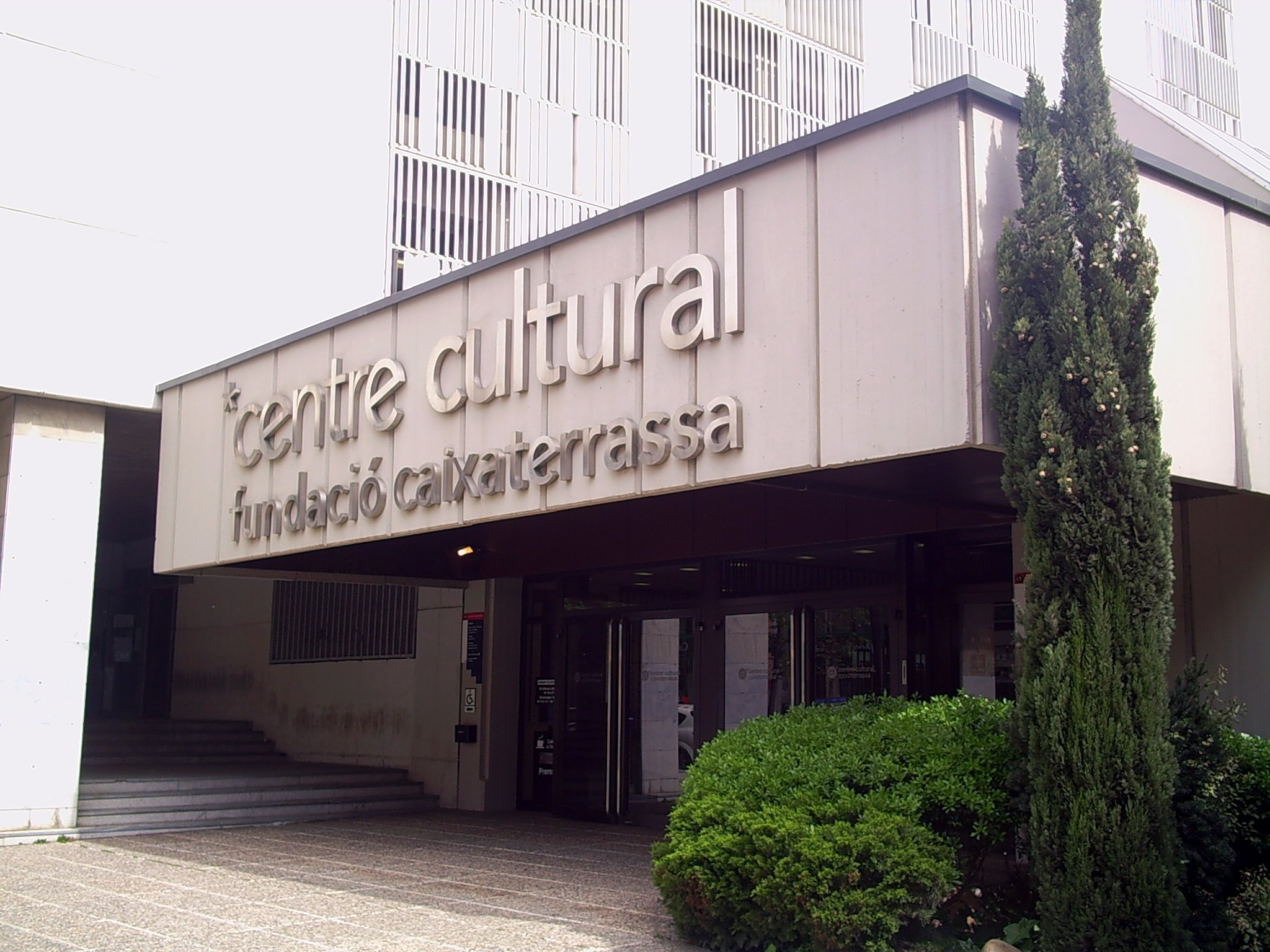
Centre Cultural d'Unnim (abans Caixa Terrassa)

El Concurs de Música de Cambra Montserrat Alavedra és un concurs dedicat a grups de música de cambra que se celebra a Terrassa des de l'any 1992. És un concurs biennal per fomentar la interpretació de la música de cambra adreçat a grups de l'Estat Espanyol, organitzat conjuntament per Amics de les Arts i Joventuts Musicals de Terrassa i l'obra cultural d'Unnim, que a més hi aporta el patrocini. Rep també el suport de l'emissora Catalunya Música. El concurs està obert al públic i se celebrarà a l'Auditori del Centre Cultural de l'Obra Social d'Unnim durant el mes de novembre En algunes edicions han editat un CD amb les interpretacions dels grups guanyadors.
El nom del concurs fa referència a la soprano lírica terrassenca Montserrat Alavedra i Comas, que va morir prematurament l'any 1991, un any abans de la primera edició d'aquest concurs.
El grups han de constar d'un mínim de tres músics i un màxim de nou. La mitjana d'edat dels components de cada grup no podrà superar els 28 anys en finalitzar la data d'inscripció. El concurs atorga un màxim de 3 premis amb dotació econòmica i també amb contractes de concerts. Així mateix hi ha una menció honorífica del públic a la millor interpretació en la prova final.

## Guanyadors
- 2018: Cosmos Quartet[5]
- 2016: Kebyart i Trio Camilli (Ex aequo)[6]
- 2012: Trio Rodin
- 2010: Trio Metamorfosis[7]
- 2008: Quixote Quartet[8]
- 2006: Vortex Temporum Ensemble[9]
- 2004: LOM Piano Trio[10]
- 2002: Trio Ancor i Utopia Ensemble (Ex aequo)[11]
- 2000: Quartet de vent Quatre Vents
- 1998: Quartet Casals
- 1996: Trio Alzugaray
- 1994: Quintet de vent Haizea
- 1992: Trio Novalis